# Cirurgia minimamente invasiva do estrabismo
A cirurgia minimamente invasiva do estrabismo (MISS, na sigla em inglês) é uma técnica de cirurgia do estrabismo que utiliza incisões mais pequenas do que a intervenção cirúrgica convencional para corrigir o problema, minimizando assim a disrupção tecidual. Esta técnica foi introduzida em 2007  pelo oftalmologista suíço Daniel Mojon, depois de o oftalmologista belga Marc Gobin ter descrito a ideia em 1994 numa obra de referência francófona. 

## Indicações
A cirurgia minimamente invasiva do estrabismo é uma técnica que pode ser aplicada aos principais tipos de cirurgia corretora do estrabismo como recessões, ressecções, plicaturas, reintervenções, transposições do músculo reto, recessões do músculo oblíquo, ou plicaturas, e suturas ajustáveis, mesmo na presença de motilidade ocular limitada. As aberturas mais pequenas e o procedimento menos traumático estão em geral associados a uma reabilitação pós-operatória mais rápida e a menor edema e desconforto por parte do paciente imediatamente após a intervenção. Tudo leva a crer que esta técnica possa ser realizada em muitos pacientes (sobretudo adultos) como intervenção ambulatória que de outra forma obrigaria a hospitalização.  Um estudo publicado em 2017 documentou um número inferior de complicações de edema conjuntival e palpebral no período pós-operatório imediato após a cirurgia minimamente invasiva do estrabismo do que após a cirurgia corretora do estrabismo convencional sendo os resultados de longo prazo semelhantes entre os dois grupos.  Uma outra vantagem é que esta técnica pode diminuir o risco de isquemia do segmento anterior do globo ocular nalguns pacientes, em particular nos que sofrem de oftalmopatia de Graves . 

## Princípio
Durante esta intervenção, é preferível a utilização do microscópio cirúrgico em lugar da lente. Em vez de uma grande abertura da conjuntiva como no caso da cirurgia corretora do estrabismo convencional, o acesso ao campo operatório faz-se por pequenas incisões na proximidade do músculo a suturar. As aberturas são praticadas tão afastadas do limbo corneano quanto possível para minimizar o desconforto pós-operatório. Entre duas destas incisões, chamadas mini-incisões, forma-se um "túnel" utilizado pelo cirurgião para inserir o instrumento para o tratamento dos músculos oculomotores.  No termo da intervenção, as mini-incisões são fechadas com suturas absorvíveis. Estas mini-incisões são cobertas pelas pálpebras depois da intervenção. As aberturas na MISS reduzem significativamente a frequência e a gravidade das complicações corneanas como, por exemplo, a síndrome do olho seco e o adelgaçamento da córnea, e permitirão usar lentes de contato mais cedo. Os benefícios de longo prazo são o impedimento do aumento da vermelhidão da conjuntiva visível e a redução do tecido cicatricial, o que facilitará as reintervenções – caso venham a ser necessárias. 

## Resultados clínicos
Os resultados da cirurgia minimamente invasiva do estrabismo no que se refere ao alinhamento ocular pós-operatório estão amplamente descritos na literatura sobre a técnica, ainda limitada, em termos comparáveis à cirurgia corretora do estrabismo convencional. Tal foi documentado, por exemplo, numa comparação direta das duas técnicas envolvendo 40 crianças, tendo o grupo submetido à técnica minimamente invasiva apresentado menor edema conjuntival e palpebral após a cirurgia.  Taxas de complicações inferiores e restabelecimentos mais rápidos foram apontados como as vantagens principais da MISS.  A eficácia da técnica foi demonstrada para a cirurgia dos músculos retos   , bem como para a cirurgia dos músculos oblíquos.  Um grupo de autores indianos reportou a eficácia da MISS em pacientes com a orbitopatia de Graves. 

## Desvantagens e complicações potenciais
A MISS é mais morosa do que a cirurgia convencional. Operar os músculos através do túnel é mais complexo para o cirurgião. As mini-incisões correm o risco de lacerar em pacientes mais idosos. Se a laceração envolver a cápsula de Tenon, pode resultar numa cicatriz visível. Uma manifestação hemorrágica grave que não estanca exige o alargamento das incisões para proceder à cauterização. Geralmente, pode ser evitada uma conversão numa abertura límbica como na cirurgia corretora do estrabismo convencional. No entanto, os relatos sobre complicações específicas da MISS são em número reduzido. 

## Hiperligações externas
- The American Academy of Ophthalmology on MISS